# ساته، سایتاما
ساته در استان سایتاما در کشور ژاپن واقع شده‌است  که دارای جمعیت ۵۳٬۴۸۵ نفر و مساحت ۳۳٫۹۵ کیلومتر مربع با تراکم جمعیت ۱٬۵۷۵  نفر در کیلومترمربع است و در تاریخ ۱ اکتبر ۱۹۸۶ به عنوان شهر شناخته شد.